# 大沙尔姆
大沙尔姆（法語：Charmes-la-Grande，法語發音：[ʃaʁm la ɡʁɑ̃d]）是法国上马恩省的一个市镇，属于圣迪济耶区。

## 地理
大沙尔姆（48°23'2"N, 4°59'36"E）面积11.43 平方千米，位于法国大東部大區上马恩省，该省份为法国东北部内陆省份，北起马恩省和默兹省，西接奥布省，西南接科多尔省，东南接上索恩省，东临孚日省。
与大沙尔姆接壤的市镇（或旧市镇、城区）包括：马通、莫朗库尔、博德勒库尔、布拉谢、沙尔姆昂朗格勒、布莱斯河畔锡雷、杜勒旺堡。

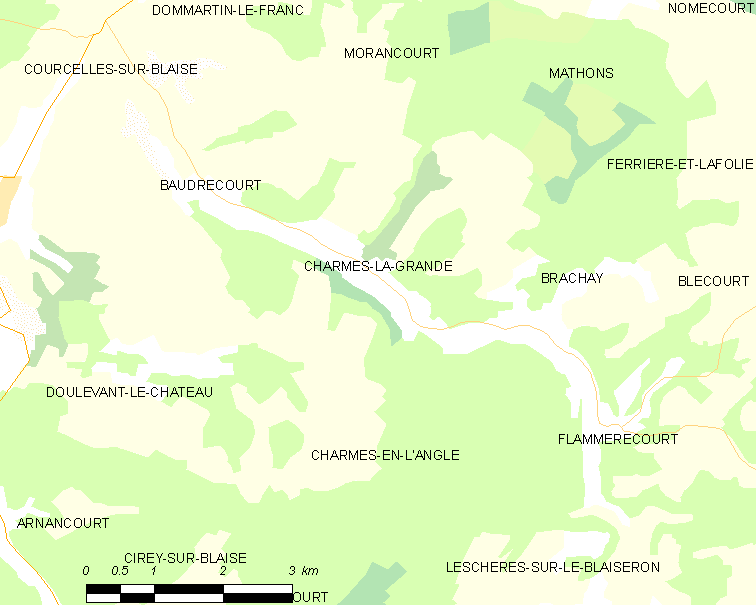
大沙尔姆的OSM定位图

大沙尔姆的时区为UTC+01:00、UTC+02:00（夏令时）。

## 行政
大沙尔姆的邮政编码为52110，INSEE市镇编码为52110。

## 政治
大沙尔姆所属的省级选区为茹安维尔县。

## 人口

1962-2008年间大沙尔姆人口变化图示

大沙尔姆于2022年1月1日时的人口数量为160人。